# Глава Республики Северная Осетия
Глава Республики Северная Осетия — Алания (осет. Республикæ Цæгат Ирыстон — Аланийы сæргълæууæг) — высшее должностное лицо Республики Северная Осетия.
До 2005 года должность именовалась «президент Республики Северная Осетия — Алания».

## Список глав
| Имя                | Полномочия      | Полномочия      |               |
| Имя                | Начало          | Окончание       | Партия        |
| ------------------ | --------------- | --------------- | ------------- |
| Ахсарбек Галазов   | 26 января 1994  | 30 января 1998  | Беспартийный  |
| Александр Дзасохов | 30 января 1998  | 7 июня 2005     | Беспартийный  |
| Таймураз Мамсуров  | 7 июня 2005     | 5 июня 2015     | Единая Россия |
| Тамерлан Агузаров  | 5 июня 2015     | 19 февраля 2016 | Единая Россия |
| Вячеслав Битаров   | 19 февраля 2016 | 9 апреля 2021   | Единая Россия |
| Сергей Меняйло     | 9 апреля 2021   | действующий     | Единая Россия |